# Pottok
Le pottok  est une race de poneys vivant principalement à l'ouest du Pays basque, dans les Pyrénées. D'origine très ancienne, il est utilisé pendant des siècles par les habitants du Pays basque pour divers travaux d'agriculture. Il fut également mis au travail dans les mines.

## Étymologie
Le mot Pottok signifie « petit cheval » en basque,, et se prononce « potiok ». Le pluriel en langue basque est pottokak,.
Ce poney est aussi nommé le « Basque ».

## Histoire

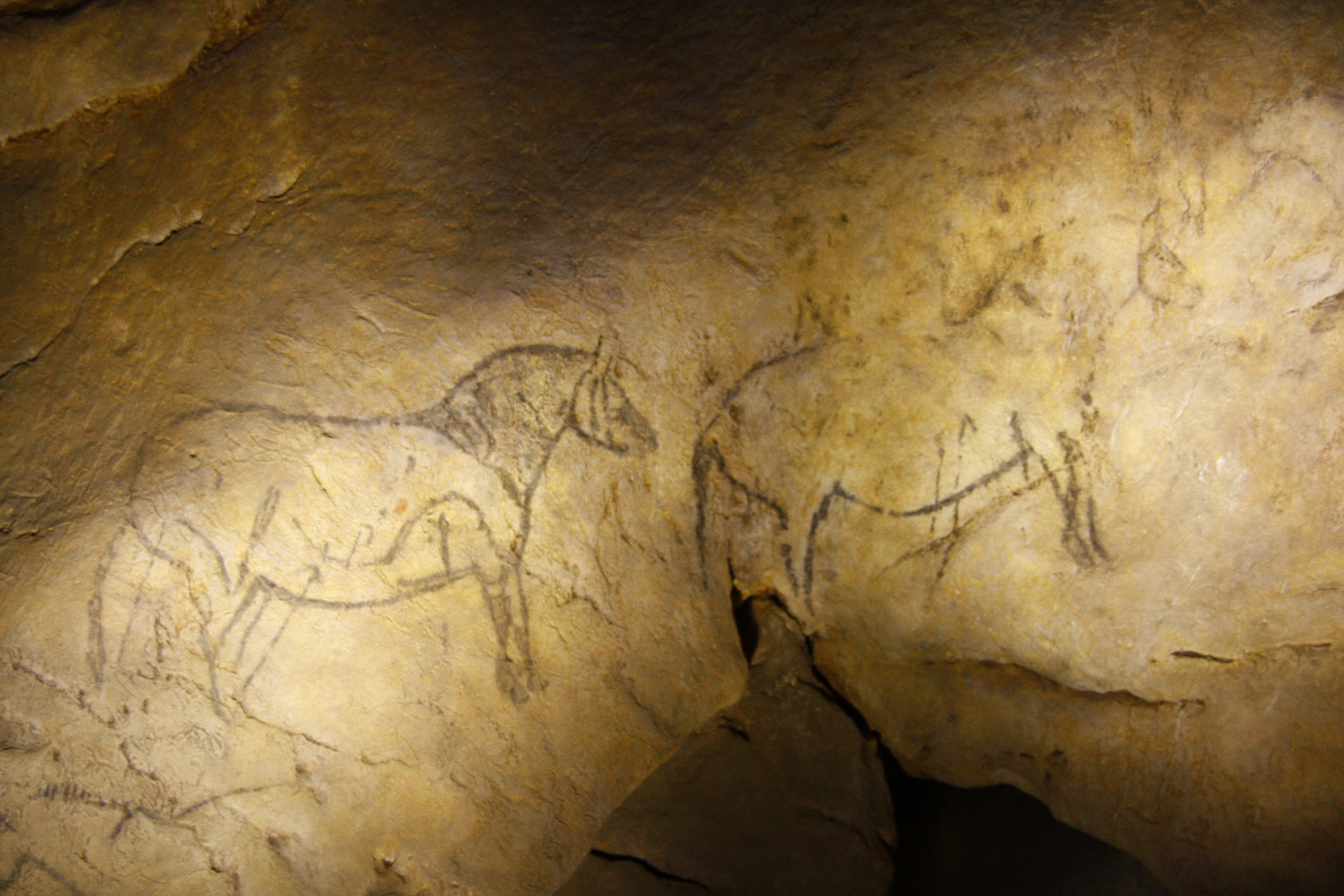
Peintures pariétales représentant des chevaux dans les grottes d'Ekain en Pays basque.

Le Pottok se rattache vraisemblablement au tronc des races de chevaux dites Cantabriques-pyrénéennes (cántabro-pirenaico), ce qui l'apparente au Garrano, à l'Asturcón, au Jaca Navarra et au Mérens. Une analyse génétique publiée en 2000 par J. Cañon et ses collègues conclut au regroupement de trois races espagnoles d'origine celtiques provenant de l'Atlantique : le Jaca Navarra, le Galicien et le Pottok.
Des peintures rupestres semblent représenter des chevaux très similaires au Pottok actuel, en particulier dans les grottes d'Isturitz et d'Oxocelhaya[réf. nécessaire]. Cependant, ces chevaux préhistoriques ne sont pas les ancêtres du Pottok, puisque tous les chevaux domestiques actuels se sont répandus à partir des steppes eurasiennes vers −2 000. Ses ancêtres semblent avoir été montés par les Wisigoths,. Ces chevaux vivent pendant longtemps en liberté dans le Pays basque.
Le Pottok est présumé avoir été exporté pendant la colonisation espagnole de l'Amérique, en tant que cheval de bât. Différents croisements pratiqués réduisent l'homogénéité du cheptel, certains Pottokak étant croisés avec des chevaux de trait pour augmenter leur rendement en boucherie (voir cheval des montagnes du Pays basque), tandis que d'autres sont croisés avec l'Arabe et le Welsh, dans un but d'« amélioration ».

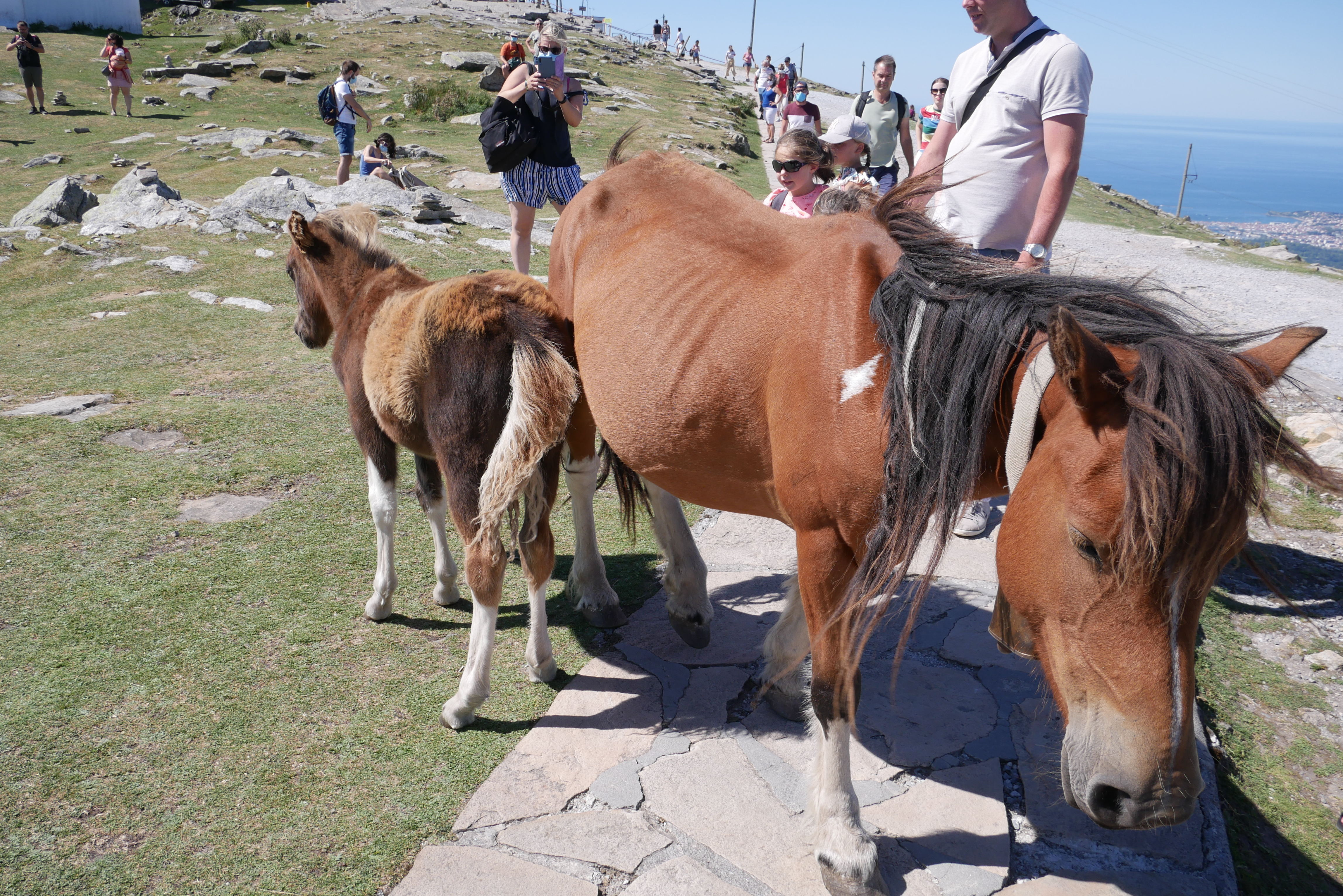
Jument Pottok et son poulain au sommet de la Rhune

Peu à peu une sélection a lieu : les poneys de robe sombre partent dans les mines alors que les Pottoks de robe pie sont vendus à des cirques ou à quelques riches propriétaires. Ce n'est que plus tard que les maquignons s'intéressent au pottok. En effet, sa docilité et surtout la robe pie le rendent attrayant pour les enfants et les centres équestres
L'association de race du Pottok est créée en 1971. Une école d'équitation spécialisée dans cette race ouvre en 1979 à Espelette. La race Pottok se fait rapidement connaître dans le domaine des sports équestres sur poney.
En 1997, le Pottok fait partie des races de chevaux dont les éleveurs peuvent bénéficier de la « Prime aux races menacées d'abandon » (PRME), d'un montant de 100 à 150 €.

## Description

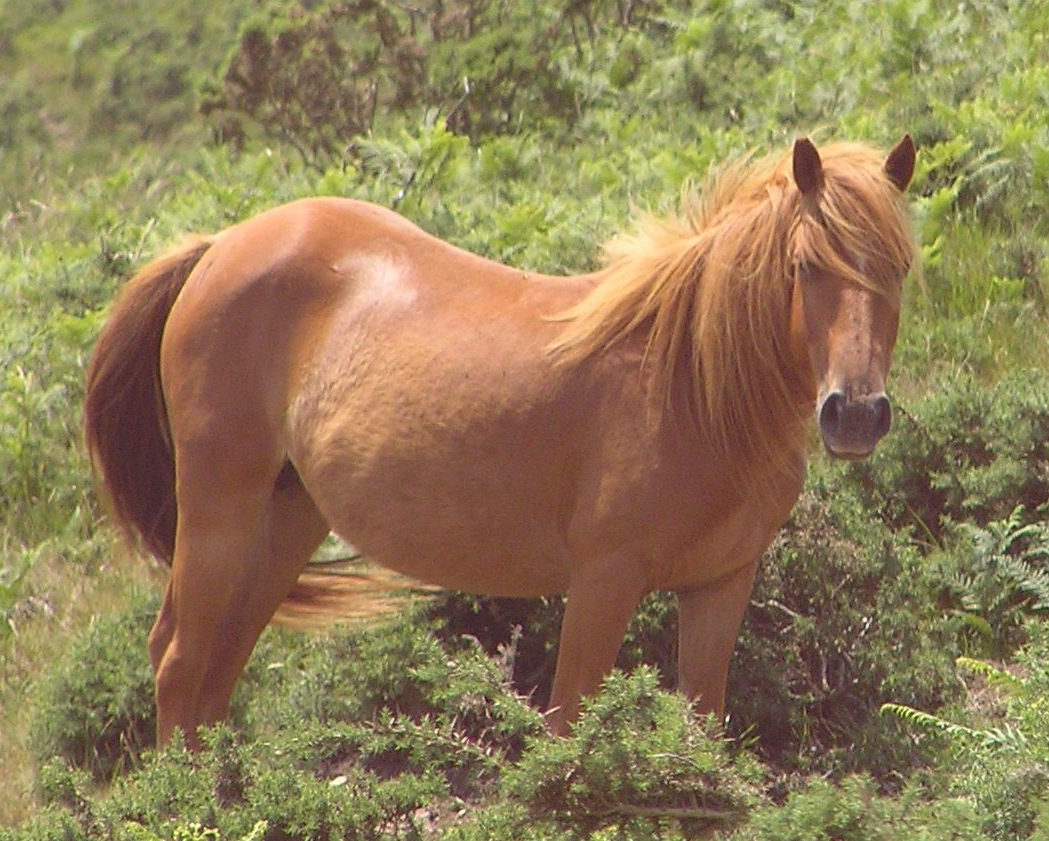
Pottok au-dessus du lac de Choldocogagna.

La taille peut aller de 1,15  à   1,47 m. On distingue deux types de Pottok suivant les conditions du milieu. Le Pottok de montagne vit librement dans les massifs montagneux au sein d’un troupeau. Le Pottok de prairie est un poney élevé hors berceau et destiné aux activités sportives et de loisirs. À l’âge adulte, la taille d'un Pottok de montagne se limite à 1,32 m, alors que celle d'un Pottok élevé en prairie peut aller jusqu'à 1,47 m. Le poids excède rarement les 350 kg.

### Morphologie
Il présente un modèle de poney de selle. Il est classé parmi les 23 plus belles races chevalines du monde d'après un article de la revue Cheval pratique.

#### Tête
La tête est de taille moyenne. Le profil est rectiligne, avec une légère concavité (creux) à hauteur des yeux. Les oreilles sont petites ou de taille moyenne, plantées haut et en avant. Elles sont actives. L'œil est grand et expressif,. On distingue une bosse sur le bas du chanfrein. Les naseaux sont larges et bien ouverts,. La lèvre supérieure est souvent légèrement pendante,.

Tête du Pottok
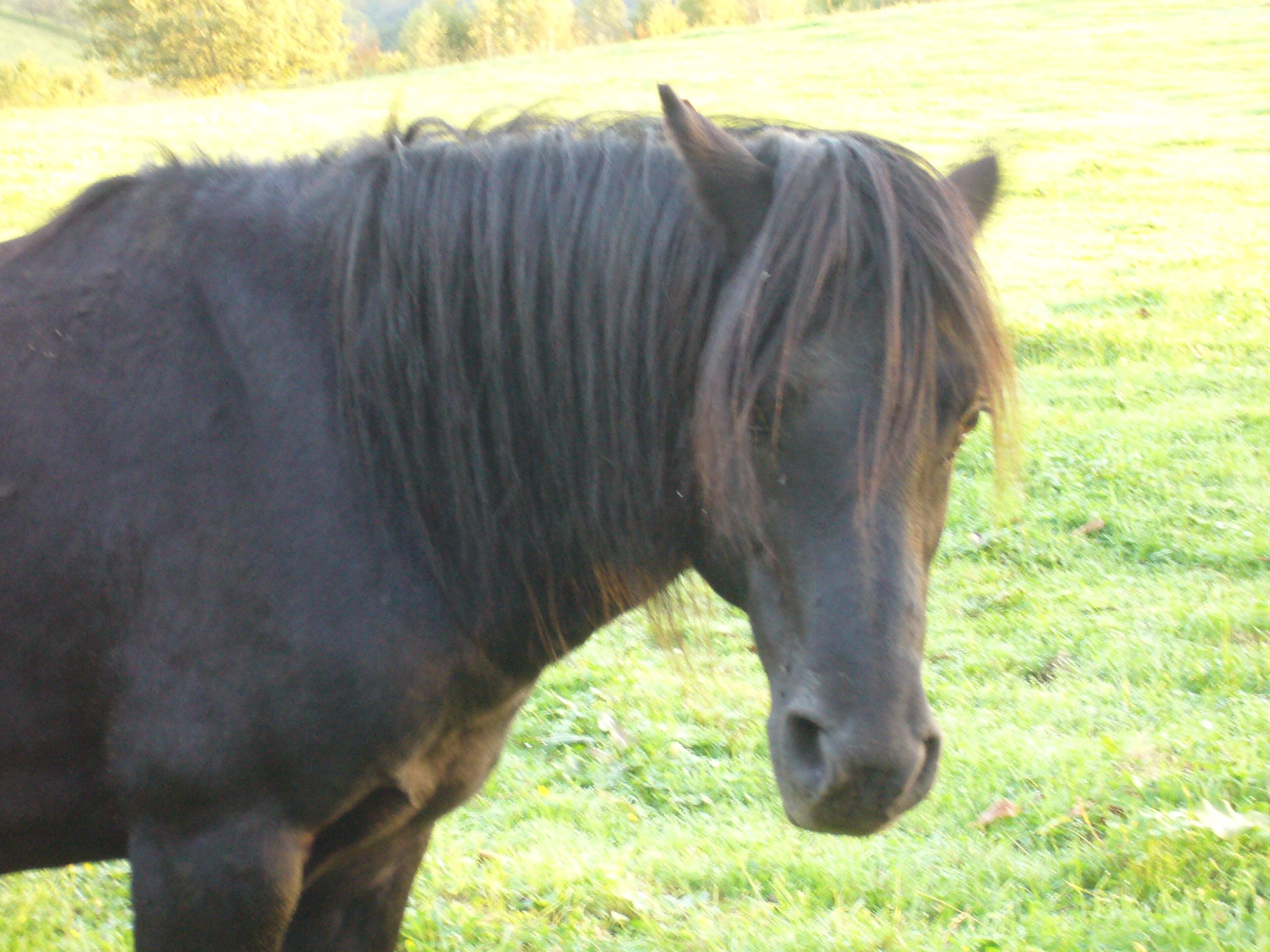
Type originel, vue de trois quarts
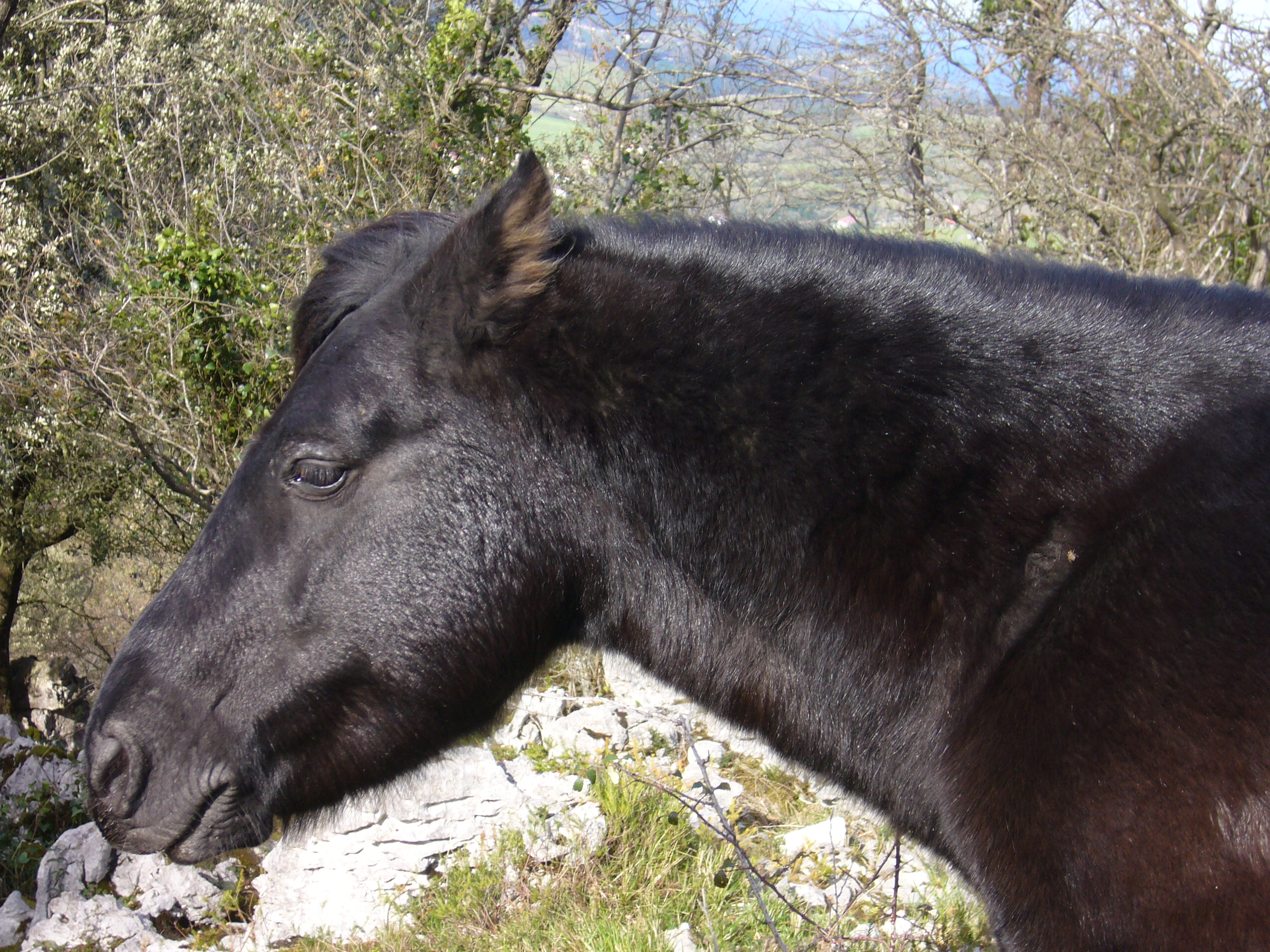
Type originel, vue de profil.
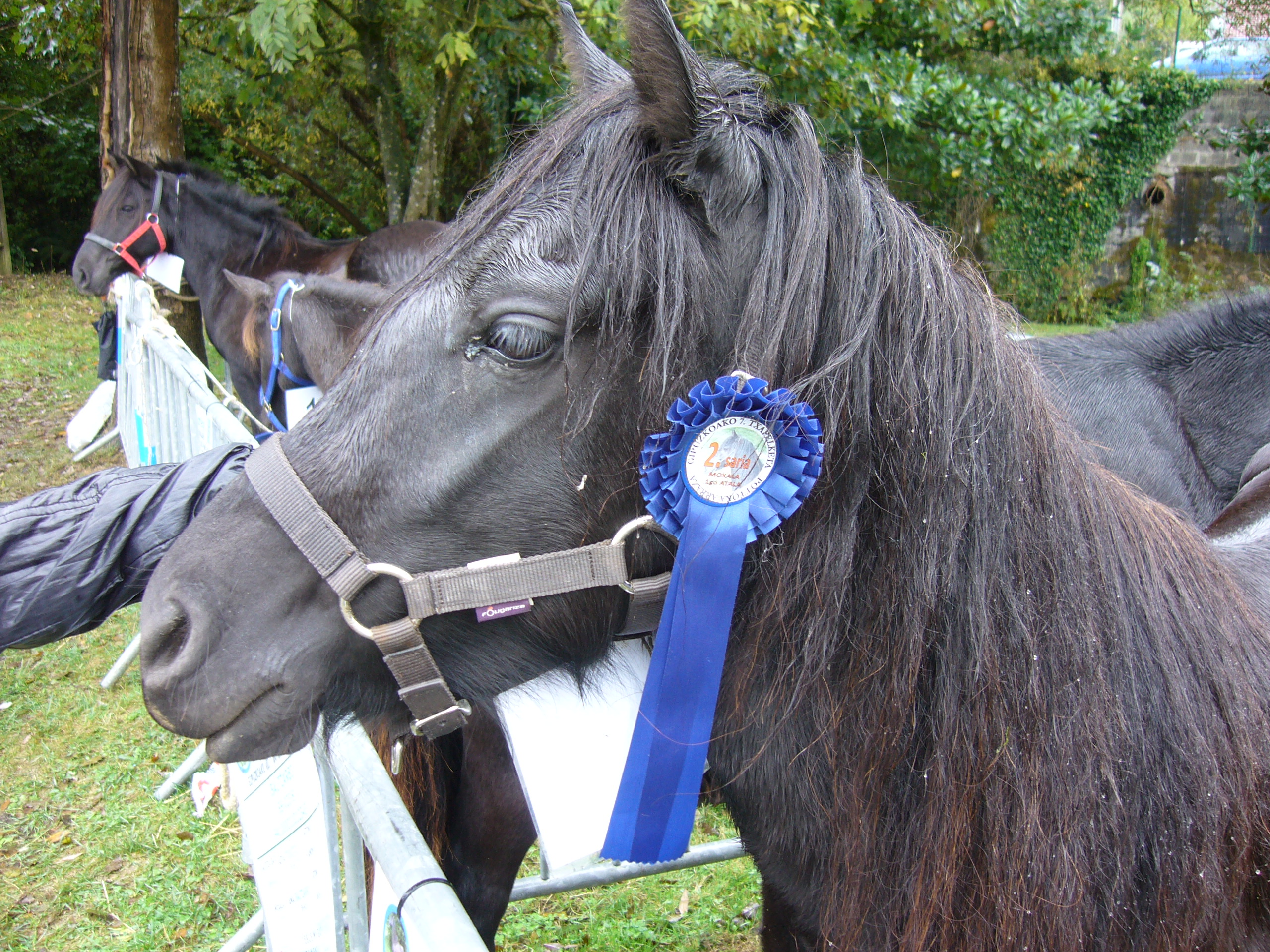
Type originel primé, vue de profil.

Lorsqu'il vit à l'état sauvage, ce poney développe avant l'hiver des « moustaches » sur ses lèvres, qui lui permettent de manger des végétaux épineux sans se faire mal. Il arrive que des éleveurs rasent ces moustaches durant l'été.

#### Corps, arrière-main et membres
L'encolure est courte, et forte. L'épaule est droite. Le dos est plutôt long et droit. Le thorax est large. Le rein est long, la croupe est simple, courte et légèrement avalée. La queue est plantée bas, fluide et bien attachée.
Les membres sont secs, résistants et court jointés. Le sabot est petit et dur. Les fanons sont peu abondants.
La crinière est bien fournie.

### Robe
Le Pottok originel a une robe essentiellement noire, bai ou alezan. La robe pie est acceptée et largement répandue mais elle ne correspond pas au pottok de type originel que l'on trouvait dans le Pays basque autrefois, elle est le résultat des croisements. Le poil est lisse et brillant. En hiver, il devient long et fourni donc particulièrement imperméable.

### Tempérament et allures

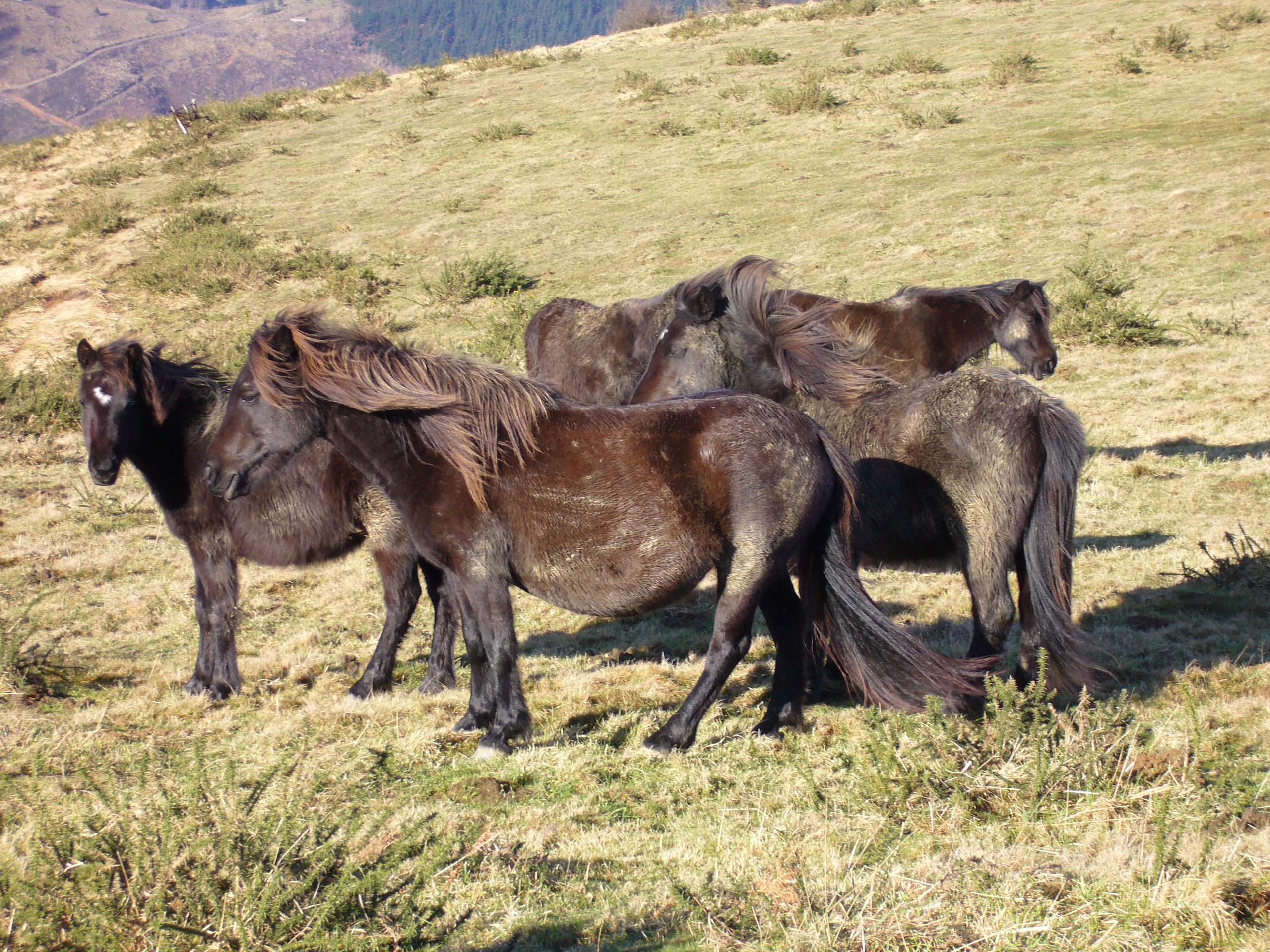
Groupe de pottokak de montagne, le type originel.

Le Pottok est docile mais énergique, vif mais généreux. Il est doté d'une grande rusticité et d'une forte endurance.
La race a fait l'objet d'une étude visant à déterminer la présence de la mutation du gène DMRT3 à l'origine des allures supplémentaires : l'étude de 10 sujets n'a pas permis de détecter la présence de cette mutation chez le Pottok, et il n'existe pas non plus de mentions de chevaux ambleurs parmi la race.

### Mode de vie sauvage
Ce petit cheval continue de vivre à l'état sauvage en hardes. Il résiste à de rudes conditions de vies, qui l'obligent à trouver seul sa nourriture, même s'il s'agit de végétaux épineux,. Cependant, même les poneys qui vivent à l'état sauvage ont un propriétaire.
Les Pottoks vivent en semi-liberté dans les massifs de la Rhune, de l'Artzamendi, du Baïgura et de l'Ursuya. Ces montagnes constituent le berceau de la race. Une à deux fois par an, les éleveurs effectuent une vérification des naissances, une vermifugation et un déparasitage. Parfois ils sélectionnent quelques animaux dans le but de les vendre aux foires annuelles de Hélette, Espelette, et Garris dans les Pyrénées-Atlantiques.
En raison de son ancienneté et pour une bonne conservation, cette race de chevaux a été choisie comme la plus recommandée pour être réintroduite comme cheval sauvage dans certaines zones des Pyrénées françaises et espagnoles.

## Utilisations

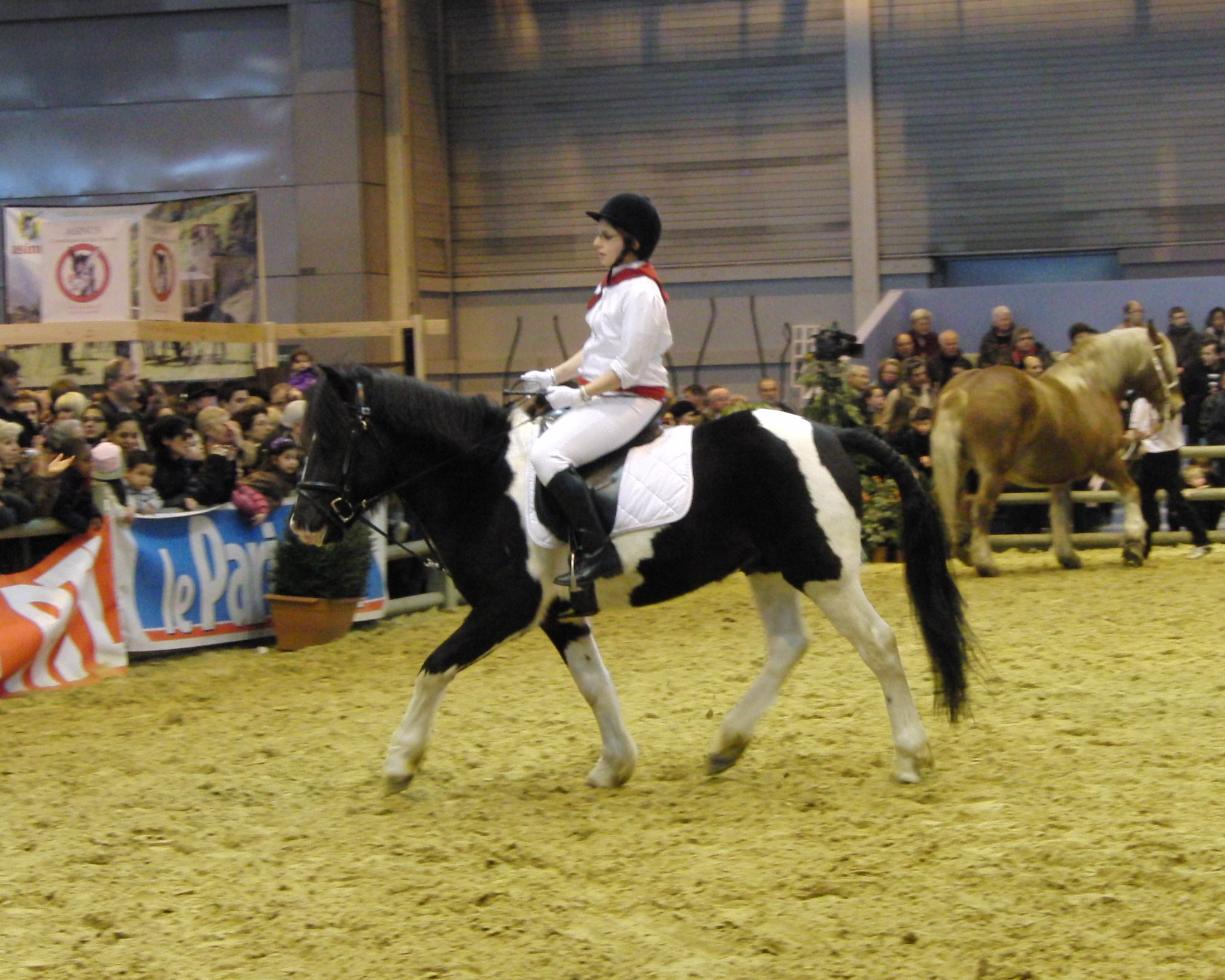
Pottok de prairie présenté monté au salon de l'agriculture de Paris en mars 2010.

Les usages du Pottok en tant que poney de selle ne datent que de la fin du XXe siècle. Il est très présent dans les centres équestres, car c'est un poney d'enseignement réputé doux avec les enfants. Les centres d'aide aux personnes handicapées le recherchent pour son calme et sa douceur[réf. nécessaire].
Le Pottok est bien adapté au tourisme équestre en montagne. Son pied particulièrement sûr en fait un très bon poney de randonnée. Il peut également être bâté, à l'occasion de randonnées pédestres comme équestres. De plus, sa franchise et sa force lui permettent de participer aux courses d'orientations et aux épreuves de Techniques de randonnée équestre de compétition (TREC).[réf. nécessaire]
Enfin, il peut être utilisé pour des travaux agricoles, qui ont formé une large part de ses usages passés. Il a été historiquement abattu pour sa viande, et mis au travail dans des mines. Il a même servi à déplacer des marchandises de contrebande entre la France et l'Espagne, jusque durant la Seconde guerre mondiale.

### Saut d'obstacles, dressage et concours complet
Le Pottok peut être un bon sauteur, et certains sujets connaissent du succès en tant que poneys de concours,. La sélection de la race a permis à des Pottokak de se distinguer dans le domaine de la compétition, par exemple en concours complet, où il allie équilibre, concentration, endurance et souplesse, ou en concours de saut d'obstacles.
Le concours complet est la discipline dans laquelle les Pottoks se sont le plus illustré en France. Ces poneys sont en particulier doués sur l'épreuve du cross, grâce à leur endurance, leur robustesse et leur souffle. Kuzko est champion de France de concours complet en 1983 et 1984, ; Maitagarria, jument Pottok inscrite au livre B, est championne de France de catégorie B en 1987 ; Lhaun, Pottok livre A, est champion de France catégorie C en 1988 ; Orgambidezca, livre B, est championne de France en catégorie B2 en 1992 ; Babyjus de la Nive, livre A, est champion de France catégorie D2 en 1997.
Mounky est inscrit au livre des records pour avoir sauté 1,80 m monté. En dressage, Iseult Sonnenberg est vice-championne en 2002. Néron a été sacré champion de France d'endurance, en épreuves chevaux.[réf. nécessaire]

### Attelage

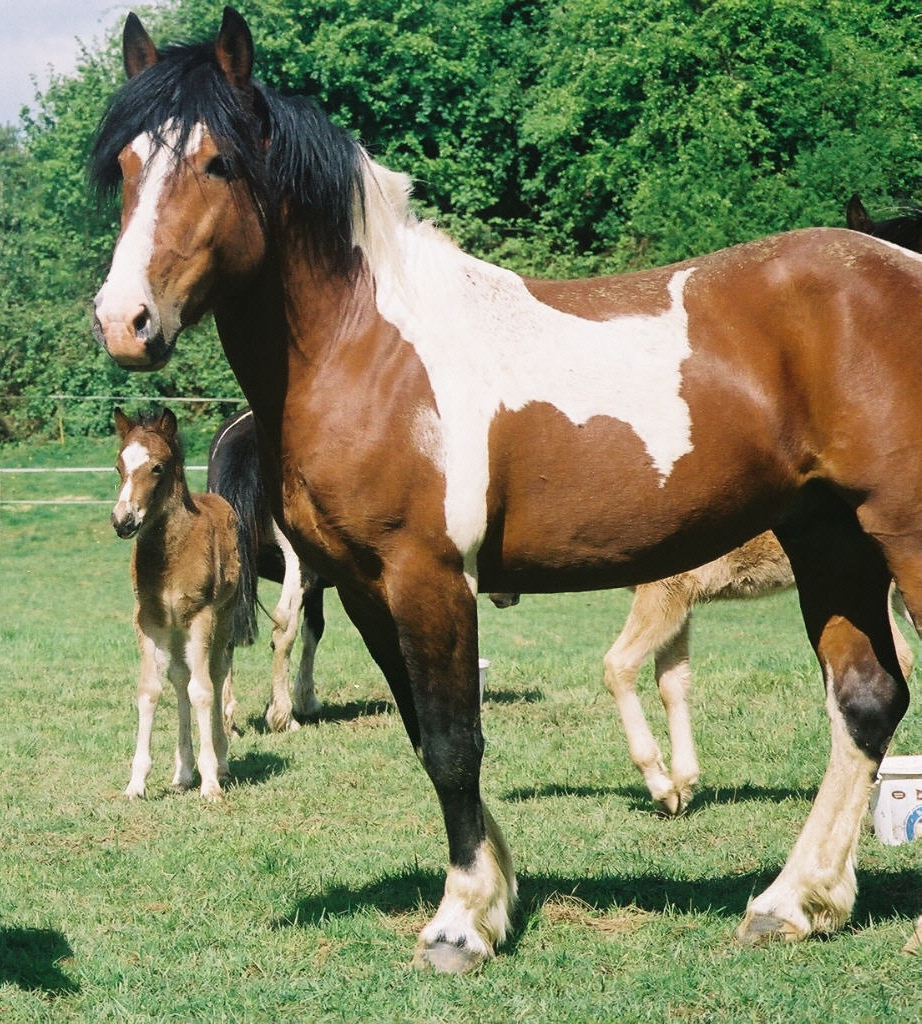
Judo, étalon pottok, multiple champion d'attelage.

Le Pottok a également des prédispositions naturelles pour l’attelage : il excelle dans cette discipline grâce à sa docilité et à sa puissance musculaire. Saskiade Marigny et Scylla de la Vanne sont championnes de France en 1993 ; Ora du Bourg d'Eau et Java III, championnes de France en 1998 ; Judo est champion de France en 2007, 2008, 2010 et 2011, avec trois podiums aux Championnats du Monde (3e Maniabilité en 2007, 2e Marathon en 2009, 1er Marathon en 2011), et sur l'ensemble de sa carrière 17 podiums en Concours d'Attelage Internationaux dont 12 victoires sur 21 Concours.[réf. nécessaire]

## Diffusion de l'élevage
Le berceau du Pottok se situe dans les Pyrénées et au Pays basque, à la fois en Espagne et en France,.

### En France

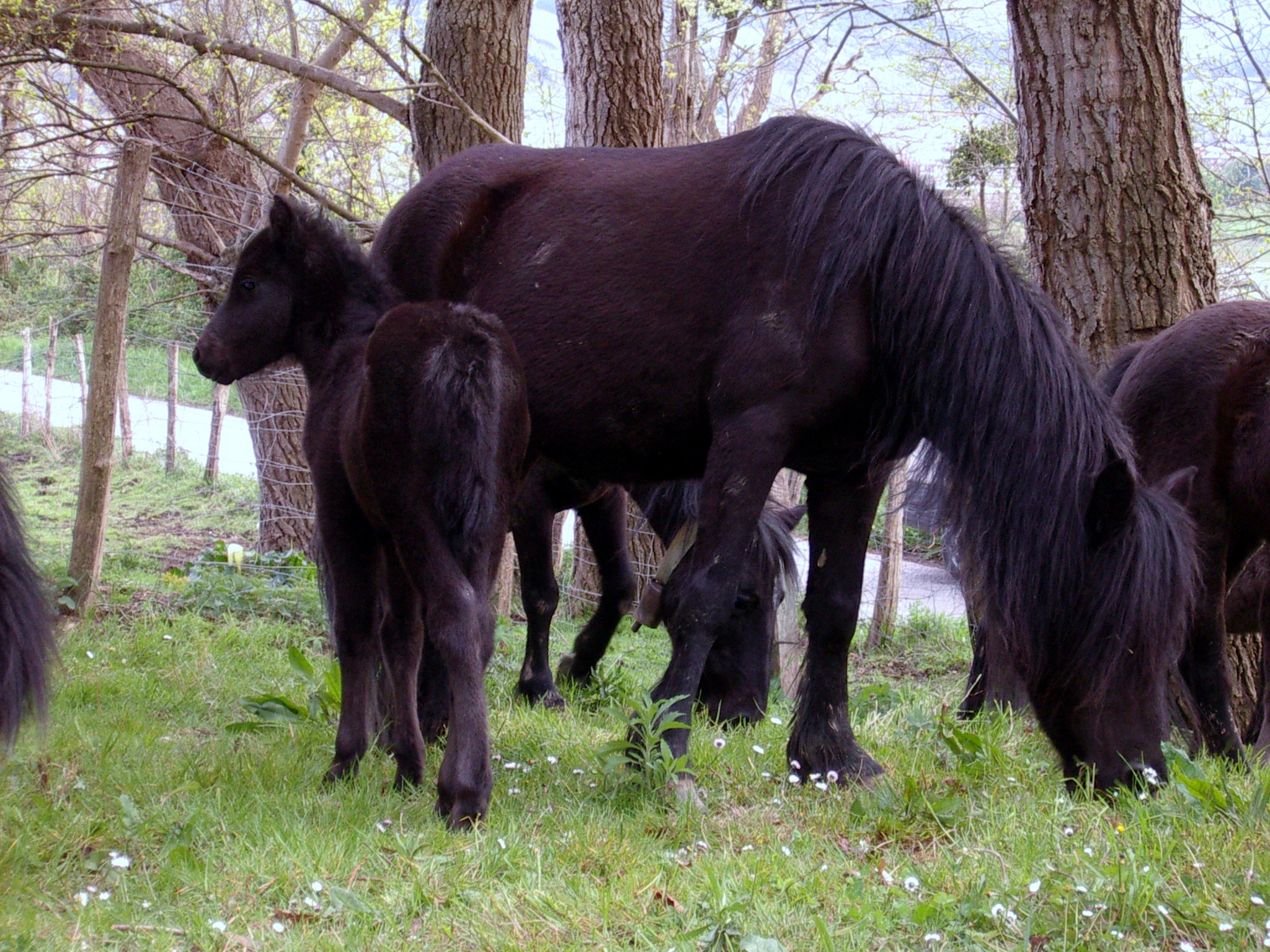
Un groupe de pottokak avec un poulain.

L'élevage du Pottok en France est fortement lié à la diversité des situations géographiques et aux orientations individuelles des éleveurs. Le Pottok de montagne vit librement sur certains massifs du Pays basque au sein d'un troupeau composé d'un étalon, de juments et de poulains. Il est rassemblé deux ou trois fois par an afin d'être vermifugé et aspergé d'insecticide.
Le Pottok de prairie, nommé aussi Pottok de sport, naît en élevage ou alors est prélevé du troupeau au sevrage. Il fait ainsi l'objet de tous les soins habituels pratiqués par les hommes au quotidien, ce qui lui permet de gagner en taille, en musculature et en docilité. Débourré vers deux ans et demi, il est destiné à des activités variées, autant pour le loisir que pour le sport.
Élevé, de par ses origines, dans les Pyrénées et plus particulièrement au Pays basque, où selon la journaliste Emmanuelle de Monélon en 2003, se retrouvent près de 90 % des effectifs de la race, le pottok est aussi présent en Normandie, Pays de la Loire, dans le Centre-Val de Loire, Midi-Pyrénées, Charentes, Alsace, Bourgogne, région parisienne et Hauts-de-France. En 2007, on recense 320 poneys immatriculés, soit 9 % du total des immatriculations de poneys. Pour l'année 2008, 969 ponettes Pottoks ont été saillies pour donner naissanc à un poulain de la race. On comptait aussi 108 étalons en activité.
Une étude génétique menée en 2008 en partenariat avec l'Institut national de la recherche agronomique (INRA) considère le type originel de la race comme « en voie de disparition », ainsi que quatre autres races françaises. Elle suggère le placement du Pottok en conservation prioritaire, afin de maintenir au maximum la diversité génétique des effectifs français. De même, en 2023, une nouvelle étude de l'Institut national de recherche pour l'agriculture, l'alimentation et l'environnement (INRAE) déclare le Pottok comme race chevaline française menacée d'extinction.

### En Espagne
Le Pottoka est l'équivalent espagnol du pottok. L'Espagne fait aussi la distinction entre le Pottoka élevé en plaine et celui élevé en montagne. Ce dernier a d'ailleurs fait l'objet d'un réel effort de conservation dans les départements basques de Biscaye et de Guipuscoa.
Depuis 1995, des échanges de reproducteurs ont lieu entre l'Espagne et la France afin de maintenir la variabilité génétique sans risquer la consanguinité. En 2003, la population de Pottokak au Pays basque espagnol est estimée à 532 individus.

## Pottok dans la culture
Le pottok fait partie intégrante de la culture basque,.

### Mythes et légendes
On le retrouve dans la mythologie basque, où il peut être la représentation de génies souterrains, mais aussi dans de nombreuses légendes locales. Ainsi, dans la région de Tardets, un être sortirait de la caverne de Laxarrigibel sous les traits d'un cheval blanc.

### Culture populaire

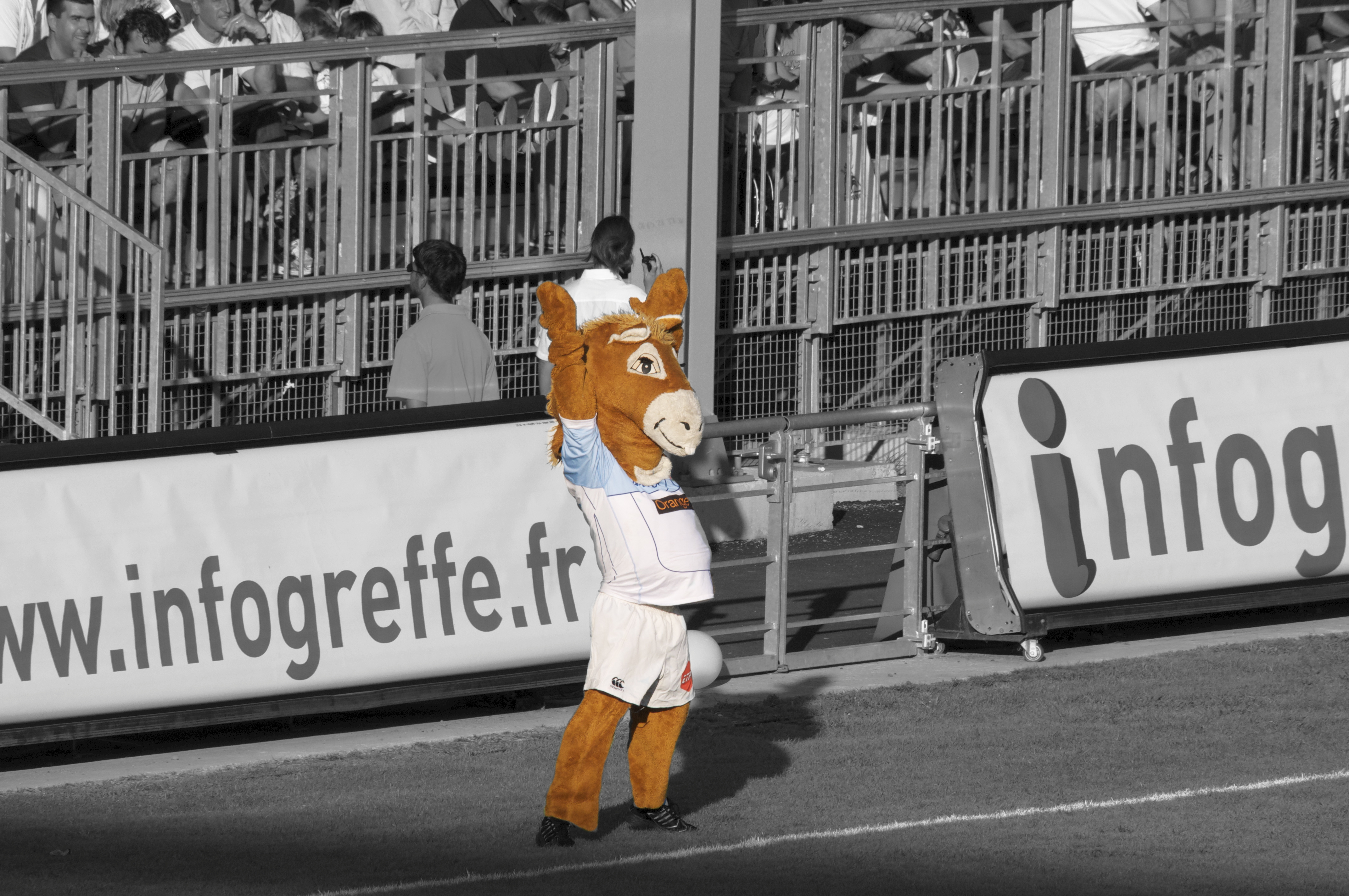
Pottoka, la mascotte de l'Aviron bayonnais, club de rugby à XV français.

En 2002, le club de rugby à XV de l'Aviron bayonnais a fait du pottok sa mascotte officielle, baptisée pottoka.

#### Romans
Le libre galop des pottok est un roman pour enfants écrit par Résie Pouyanne, qui raconte la rencontre entre un jeune garçon du Pays basque, Pampili et une ponette pie nommée Poïta. Eki l'étalon sauvage est un roman pour enfants écrit par Claude Lux, ayant pour thème la rencontre d'une jeune fille et d'un étalon Pottok.

#### Philatélie
En 1998, une série de timbres français éditée par la Poste, « Nature de France » a célébré quatre races de chevaux : le Camargue, le Trotteur français, le Pottok et l’Ardennais.[réf. nécessaire]